# Ручьи (Андреапольский район)
 Ручьи  — опустевшая деревня в Андреапольском городском округе Тверской области.

## География
Находится в западной части Тверской области на расстоянии приблизительно 31 км на запад-северо-запад по прямой от города Андреаполь.

## История
Деревня была отмечена на карте Шуберта первой половины XIX века, входила в Торопецкий уезд Псковской губернии. В 1939 году было учтено 11 дворов. До 2019 года входила в Торопацкое сельское поселение Андреапольского района до их упразднения.

## Население
Численность населения не была учтена как в 2002 году, так и в 2010.